# 7545 Smaklösa
7545 Smaklösa là một tiểu hành tinh vành đai chính với chu kỳ quỹ đạo là 1242.3807978 ngày (3.40 năm).
Nó được phát hiện ngày 28 tháng 7 năm 1978.